# Rosa dei venti classica

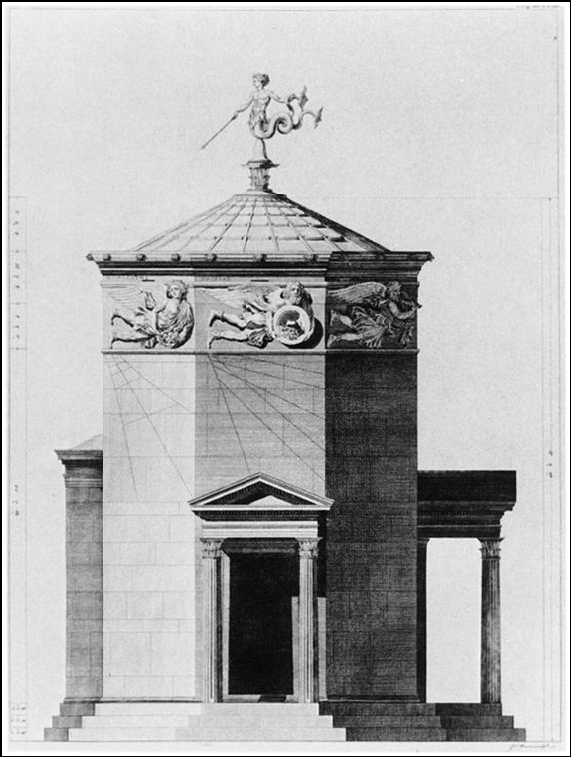
La Torre dei Venti ad Atene

L'espressione rosa dei venti classica si riferisce alla nomenclatura e all'associazione dei venti nell'Antichità classica mediterranea (antica Grecia e Roma) con i punti delle direzioni geografiche, facilitando l'orientamento. L'antica rosa dei venti possedeva tipicamente dodici venti e perciò dodici punti di orientamento – a volte ridotti ad otto o aumentati a ventiquattro.
Concepita in origine come facente parte del settore della meteorologia, la rosa dei venti d'età classica aveva solo un timido rapporto con l'attuale navigazione. La rosa dei venti classica a 12 punte fu in seguito sostituita dalla moderna rosa dei venti (ad 8, 16 e a 32 punte), adottata dai marinai durante il Medioevo.

## Origini
Non si sa con esattezza quando o perché il senso umano di orientamento geografico venne associato ai venti.  È probabile che per le popolazioni antiche sedentarie i punti di riferimento fisici locali (es. montagne, deserti, insediamenti) siano stati gli indicatori iniziali e più immediati di una direzione generica ("verso la costa", "verso le colline", "verso le terre di", ecc.).  I fenomeni astronomici, in particolare la posizione del sole all'alba e all'imbrunire, venivano usati anche per indicare la direzione.
L'associazione della direzione geografica con il vento era una delle fonti.  Furono probabilmente le popolazioni agricole, attente alla pioggia e alla temperatura per le loro colture, che notarono le differenze qualitative nei venti - alcuni erano umidi, altri secchi, alcuni caldi, altri freddi - e che queste dipendevano dalla direzione dalla quale soffiava il vento.  Nomi direzionali locali cominciarono ad essere usati per riferirsi ai venti, anche assegnando allo stesso vento un nome proprio che non aveva nulla a che fare con la posizione dell'osservatore. Ciò fu particolarmente promosso dai marinai, che, lontani da punti di riferimento stabili quando si trovavano in mare, erano capaci comunque di riconoscere un particolare vento dalle sue qualità e si riferivano ad esso con un nome familiare. Il passo finale fu l'uso del nome proprio dei venti per denotare le direzioni cardinali generiche della rosa dei venti. Ci sarebbe comunque voluto del tempo prima che questo sistema cominciasse a funzionare in maniera stabile.

## Nella Bibbia

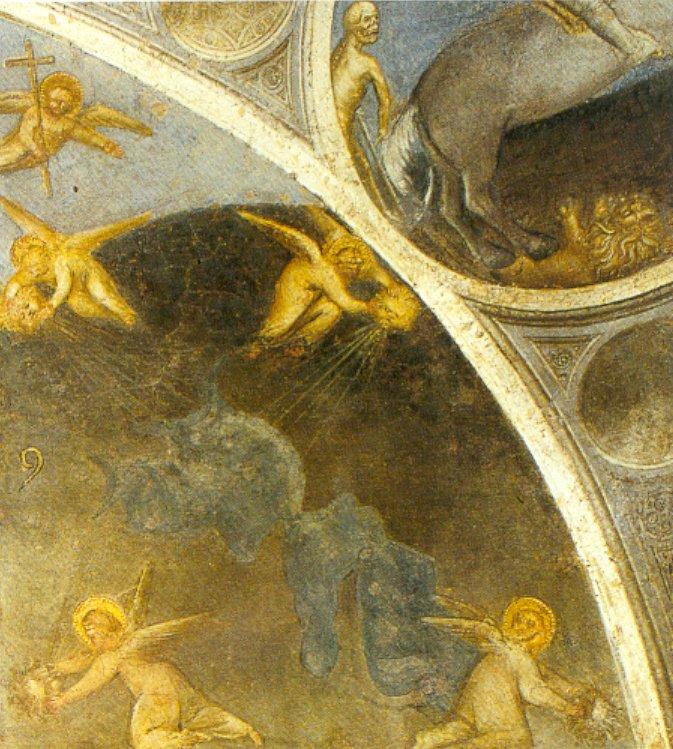
I quattro venti, particolare dall'Apocalisse di Giusto de' Menabuoi nel Battistero di Padova.

Nell'Antico Testamento c'è un riferimento frequente ai quattro punti cardinali. I nomi delle direzioni sembrano essere associati con punti di riferimento fisici per gli antichi Ebrei che vivevano nella regione della Giudea, es. l'est è chiamato kedem, che deriva da "edom" ("rosso") e potrebbe essere un riferimento al colore dell'alba o alle scogliere di arenaria rossa della Terra di Edom ad est; il nord viene chiamato saphon, dal Monte Saphon al confine nord della Siria, il sud viene spesso detto negev, dal deserto del Negev a sud, e l'ovest è yam ("mare",  per indicare il Mar Mediterraneo). L'orientamento sembra essere ad est, nella direzione del sole nascente, col risultato che i termini kedem, saphon e negev vennero generalizzati per esprimere rispettivamente il lato "frontale", "sinistro" e "destro" di qualcosa.
L'associazione dei punti cardinali con i venti è implicata in molti passi dell'Antico Testamento. Ci si riferisce ai "quattro venti" in diversi passi della Bibbia. Kedem (est) è usato di frequente come nome di un vento torrido che soffia dall'est. Ci sono diversi passaggi che si riferiscono al gruppo di persone con l'espressione "a tutti i venti".

## Nel mondo greco
Diversamente dagli israeliti, i primi greci mantennero i sistemi dei punti cardinali e dei venti separati e distinti, almeno per qualche tempo.
I fenomeni astronomici venivano usati per definire i quattro punti cardinali: arctos (ἄρκtος, "orso", l'Orsa Maggiore, per il nord), anatole  (ὰνατολή, "alba" o eous "aurora", per l'est), mesembria (μεσημβρία, "mezzogiorno", per il sud) e dusis  (δύσις, "tramonto" o hesperos, "sera", per l'ovest). Eraclito, in particolare, suggerische che un meridiano disegnato tra il nord (arctos) e il suo opposto potrebbe essere usato per dividere l'est dall'ovest. Omero aveva già parlato dei greci che navigavano usando l'Orsa Maggiore (o "Carro") per orientarsi. L'identificazione della Stella polare (nell'Orsa Minore) come il miglior indicatore del nord sembra essere emersa un po' più tardi (si dice che sia stato Talete a introdurre quest'uso, probabilmente appreso dai marinai fenici).
Distinti da questi punti cardinali, gli antichi greci avevano quattro venti (anemoi). Si presume che le genti della Grecia primitiva concepissero solo due venti – i venti del nord, conosciuti come Anemoi Boreas (βoρέας), e i venti del sud, conosciuti come Notos (νόtος).  Ma abbastanza presto furono aggiunti due ulteriori venti – l'Euro (εΰρος) dall'est e lo Zefiro (ζέφυρος) dall'ovest.
L'etimologia dei nomi dei quattro venti greci più antichi è incerta. Tra le varie, incerte proposte c'è quella secondo cui Borea potrebbe derivare da "boros", una vecchia variante di "oros" (greco per "montagne", che si trovavano geograficamente a nord).  Un'ipotesi alternativa è che potrebbe derivare da "boros", che significa "vorace". Un'altra ancora lo vedrebbe derivare dalla frase ὰπὸ της βoης ("dal boato"), un riferimento al suo violento e forte rumore. Noto probabilmente viene da "notios" ("umido", un riferimento alle piogge calde e ai temporali portati dal sud). Euro e Zefiro sembrano derivare da "splendore" (cfr. Eos) e "oscurità" ("zophos") rispettivamente, senza dubbio un riferimento all'alba e al tramonto.

### Omero
L'antico poeta greco Omero (circa 800 a.C.) si riferisce ai quattro venti con i loro nomi – Borea, Euro, Noto, Zefiro – nella sua Odissea, e nell'Iliade. Comunque, in alcuni punti, Omero sembra implicare due ulteriori venti: un vento di nordovest ed uno di sudovest. Alcuni si sono basati su questo per ipotizzare che Omero potrebbe aver conosciuto otto venti. Comunque gli altri restano dubbiosi ed insistono sul fatto che Omero conoscesse una rosa dei venti di soli quattro punti.

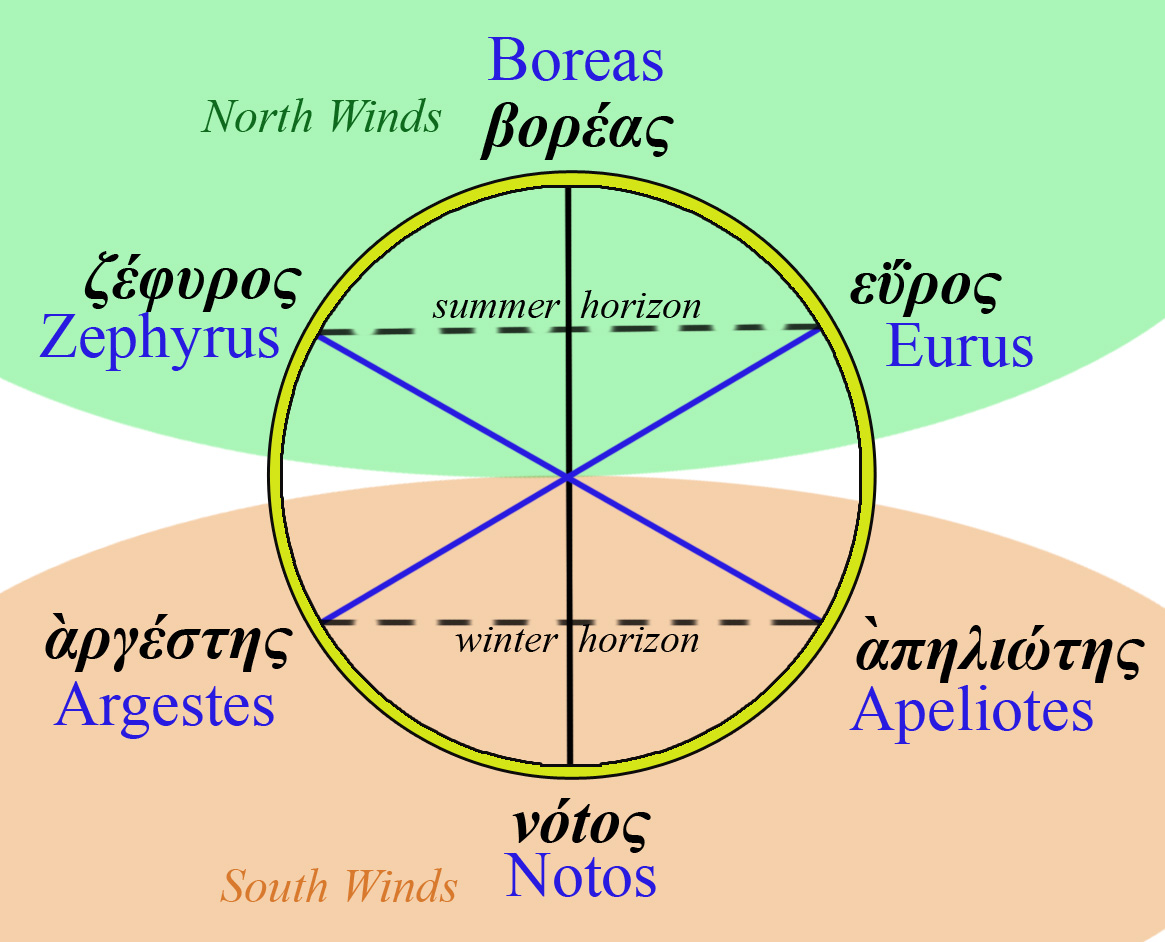
I venti di Omero (interpretazione a 6 venti).

Quando scrive, diversi secoli dopo, Strabone (circa 10 a.C.) nota che alcuni contemporanei assumevano l'ambiguità di Omero per implicare che il sistema omerico potesse già anticipare la distinzione tra estate e inverno più tardi resa famosa da Aristotele. Ciò si riferisce al fatto che "est" (alba) ed "ovest" (tramonto) non sono stabili sull'orizzonte, ma dipendono dalla stagione, cioè durante l'inverno il sole sorge e tramonta un po' più a sud che in estate. Di conseguenza il sistema omerico potrebbe aver avuto sei venti – Borea (N) e Noto (S) sull'asse del meridiano e gli altri quattro sulle diagonali: Zefiro (NO), Euro (NE), Apeliote (SE) ed Argeste (SO).
Strabone, citando Posidonio, nota che Omero a volte usava degli epiteti di attributi qualificativi per apporre i punti cardinali ai venti cardinali, es. dato che i venti occidentali portano pioggia, quando Omero dice la "Borea tempestosa" intende un vento diverso dalla "Borea rumorosa" (cioè un nord umido = NO, un nord rumoroso = N).  Ciononostante, mentre sembra che Omero possa aver compreso che ci fossero più di quattro venti, egli non usò questi epiteti abbastanza sistematicamente da permetterci di concludere che anche lui concepisse una rosa dei venti a sei o otto punte.  Altri scrittori classici, es. Plinio il Vecchio, furono categorici nel sostenere che Omero avesse menzionato solo quattro venti.
Esiodo (circa 700 a.C.) nella sua Teogonia dà ai quattro venti una personificazione mitica e li rappresenta come dei, gli Ánemoi (Ἄνεμοι), i figli dei Titani Astreo (stelle) ed Eos (aurora).  Ma Esiodo stesso si riferisce solo a tre venti con il nome – Borea, Noto e Zefiro – che lui chiama "buoni venti" e "figli del giorno" (generando un po' di confusione, dato che potrebbe essere letto come se fossero tutti venti orientali - e a questo punto è abbastanza curioso che tra di essi non sia stato menzionato l'Euro). Esiodo si riferisce ad altri "cattivi venti", ma non con i loro nomi.
Il medico greco Ippocrate (circa 400 a.C.), nel suo Sulle Arie, le Acque e i Luoghi, si riferisce ai quattro venti, ma li designa non con i loro nomi omerici, bensì usando le quattro direzioni dalle quali spirano (arctos, anatole, dusis, ecc.). Comunque egli riconosce sei punti geografici - nord, sud e i punti di levata e tramonto in estate e inverno - usando gli ultimi per impostare i limiti dei quattro venti generali.

### Aristotele
L'antico filosofo greco Aristotele introdusse nel suo Meteorologia (ca.340 a.C.) un sistema di venti che ne annovera da dieci a dodici. Una lettura del suo sistema è che ci siano otto venti principali: Apartia (N), Cecia (NE), Apeliote (E), Euro (SE), Noto (S), Libico (SO), Zefiro (O) e Argeste (NO).  Aristotele va poi avanti e aggiunge due venti intermedi, Trascia (NNO) e Meses (NNE), notando che questi "non hanno contrari". Successivamente, comunque, Aristotele menziona il vento Fenicia per il SSE (soffia localmente in alcune zone), ma non menziona niente per SSO. Pertanto, visto in questo modo, Aristotele concepisce una rosa dei venti asimmetrica di dieci venti, dato che due venti sono effettivamente mancanti o solo locali.
| Nord (N)             | Apartia (ὰπαρκτίας) (variante: Borea (βoρέας))                       | il meridiano superiore                   |
| Nord-Nordest (NNE)   | Meses (μέσης)                                                        | l'"alba" polare                          |
| Nordest (NE)         | Cecia (καικίας)                                                      | punto di levata del sole in estate       |
| Est (E)              | Apeliote (ὰπηλιώτης)                                                 | punto di levata del sole all'equinozio   |
| Sudest (SE)          | Euro (εΰρος) (variante: Euronoto (εὺρόνοtοi))                        | punto di levata del sole in inverno      |
| Sud-Sudest (SSE)     | Nessun vento (tranne il locale Fenicia (φοινικίας)                   |                                          |
| Sud (S)              | Noto (νόtος)                                                         | il meridiano inferiore                   |
| Sud-Sudovest (SSO)   | Nessun vento                                                         |                                          |
| Sudovest (SO)        | Libico (λίψ)                                                         | punto di tramonto del sole in inverno    |
| Ovest (O)            | Zefiro (ζέφυρος)                                                     | punto di tramonto del sole all'equinozio |

La rosa dei venti secondo Aristotele (corrispondenza con le moderne direzioni della bussola)

| Nordovest (NO)       | Argeste (ὰργέστης) (varianti: Olimpia (όλυμπίας) e Scirone (σκίρων)) | punto di tramonto del sole in estate     |
| Nord-Nordovest (NNO) | Trascia (θρασκίας)                                                   | il "tramonto" polare                     |

È da notare che nel sistema aristotelico, il vecchio Euro devia dalla sua posizione tradizionale nel punto cardinale est e viene sostituito dall'Apeliote (ὰπηλιώτης), che significa "dal sole" o "dal calore del sole". La vecchia Borea è menzionata solo come nome alternativo di Apartia (ὰπαρκτίας), che significa "dall'Orso", cioè, l'Orsa Maggiore, il circolo polare artico. Tra i nuovi venti ci sono l'Argeste (ὰργέστης), che significa "che pulisce" o "che schiarisce", un riferimento al vento di nordovest che soffia via le nuvole. Le varianti di Argeste, Olimpia (όλυμπίας) e Scirone (σκίρων) sono nomi locali ateniesi, un riferimento al Monte Olimpo e alla rocca di Scirone presso Megara. Anche i restanti venti sembrano essere geografici. Cecia (καικίας) viene da Caicus, un fiume in Misia, una regione a nordest dell'Egeo. Libico (λίψ) significa "dalla Libia", a sudovest della Grecia (sebbene una teoria alternativa connetta il termine a "leibo", λείβω, radice di libagione, col significato di pioggia battente, perché questo vento portava con sé pioggia). Fenicia (φοινικίας) significa "dalla Fenicia" (a sudest della Grecia) e Trascia (θρασκίας) da Tracia (ai tempi di Aristotele la Tracia copriva un'area maggiore di quella odierna, incluso il nord-nordovest della Grecia). Infine Meses (μέσης) potrebbe semplicemente significare "medio", presumibilmente perché era un vento intermedio.
Interpretare Trascia e Meses come venti intermedi e gli altri come venti principali implica che la costruzione di Aristotele sia asimmetrica. Nello specifico, i venti intermedii dovrebbero essere a 22° e mezzo da entrambi i lati del Nord, mentre gli otto principali dovrebbero situarsi a 45° l'uno dall'altro. Comunque, un'ipotesi alternativa prevede che essi siano più equamente distanziati l'uno dall'altro di 30°. In aiuto ci viene proprio Aristotele, che menziona che le posizioni ad est e ad ovest sono quelle del sole come si vede sull'orizzonte all'alba e al tramonto nei differenti periodi dell'anno. Usando la sua notazione alfabetica, Aristotele osserva che durante il solstizio d'estate il sole si leva da Z (Cecia) e tramonta in E (Argeste); durante l'equinozio, si leva da B (Apeliote) e tramonta in A (Zefiro), ed infine durante il solstizio d'inverno si leva da Δ (Euro) e tramonta in Γ (Libico). Disegnata così sulla rosa dei venti, la spiegazione di Aristotele ci dà quattro paralleli:

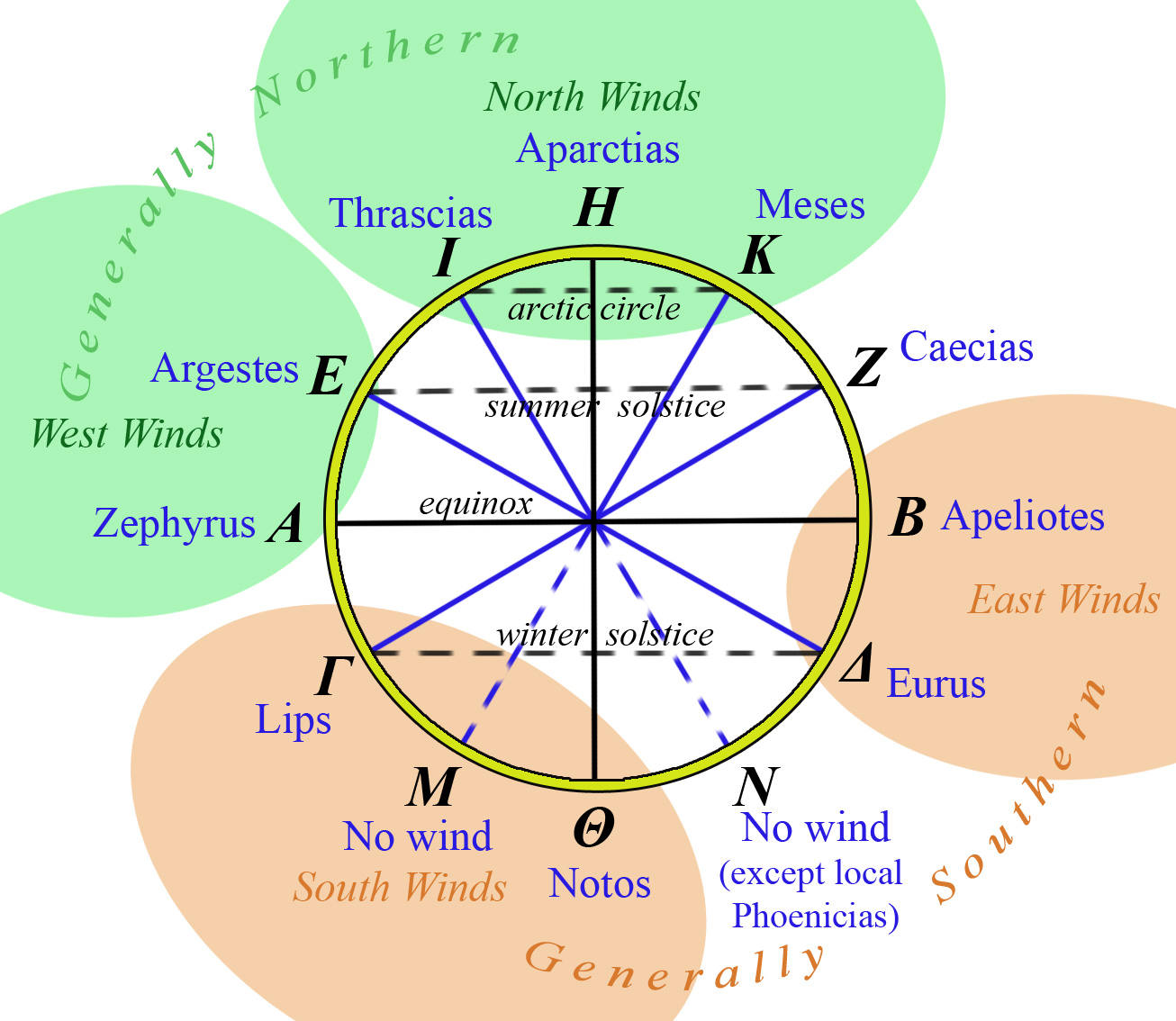
Venti della bussola secondo Aristotele (angoli di 30°)

- (1) il "circolo sempre visibile", cioè il circolo polare artico, i limiti delle stelle circumpolari (stelle che non tramontano)[42] (collegando i venti intermedii IK),
- (2) il solstizio d'estate (collegando EZ),
- (3) l'equinozio (collegando AB)
- (4) il solstizio d'inverno (collegando ΓΔ).

Supponendo che lo spettatore sia localizzato ad Atene, si può calcolare che questa costruzione darebbe come risultato una rosa dei venti simmetrica con angoli approssimati di 30º.
Il sistema di Aristotele potrebbe dunque essere concepito come una rosa a dodici venti con quattro venti cardinali (N, E, S, O), quattro "venti solstiziali" (a grandi linee, NO, NE, SE, SO), due "venti polari" (approssimativamente NNO, NNE) e due "non-venti" (SSO, SSE).
Aristotele raggruppa esplicitamente Apartia (N) e i venti intermedi Trascia (NNO) e Meses (NNE) come "venti del nord" e Argeste (NO) e Zefiro (O) come "venti dell'ovest" — ma procede osservando che sia i venti del nord che quelli dell'est possono essere classificati come "generalmente settentrionali" (Boree), dato che tendono tutti ad essere freddi. Similarmente il Libico (SO) ed il Noto (S) sono "venti del sud" e l'Euro (SE) e l'Apeliote (E) sono "venti dell'est", ma ancora una volta sia i venti del sud che quelli dell'est sono "generalmente meridionali" (Notie) perché sono tutti relativamente caldi (Aristotele ritiene che il sole, dato che si leva ad est, riscaldi i venti dell'est più a lungo di quanto non faccia con quelli dell'ovest). Con questa classificazione generale, Aristotele riesce a dare una spiegazione al sistema greco arcaico a due venti.
L'eccezione a questo sistema è data dal vento Cecia (NE), che Aristotele osserva essere "mezzo settentrionale e mezzo orientale" e perciò generalmente né settentrionale né meridionale. Il vento locale Fenicia (SSE) è designato anche come "mezzo meridionale e mezzo orientale".
Aristotele discute poi le proprietà meteorologiche dei venti, es.: che i venti sull'asse NO-SE sono generalmente secchi, mentre quelli sull'asse NE-SO sono umidi (visto che il NE produce nubi più pesanti di quelle prodotte dal SO). N e NNE portano neve. I venti dell'intero settore nordoccidentale (NO, NNO, N) sono descritti come freddi, forti, che spazzano via le nubi e che possono portare fulmini ed uragani. Aristotele prende nota anche dei venti periodici estivi o venti etesii, che provengono da diverse direzioni in dipendenza del punto di osservazione.
Aristotele ha ingrandito il sistema dei venti, portandolo da quello omerico ad uno di dieci venti, ma lo ha lasciato sbilanciato. Sarebbero stati i successivi geografi ad aggiungere due ulteriori venti (a SSO e SSE) e a rendere la rosa dei venti un sistema simmetrico a 12 venti (uno di questi sarà Timostene), o a sottrarre due venti (NNO e NNE) per rendere la rosa dei venti un sistema simmetrico a 8 venti (uno di questi sarà Eratostene di Cirene).

### Teofrasto
Teofrasto di Ereso, il quale successe ad Aristotele nella Scuola peripatetica, adottò, nel Sui segni del tempo e nel "Sui venti" (ca. 300 a.C.), lo stesso sistema dei venti di Aristotele, con una sottile differenza: Teofrasto scrive "Thracias" per Thrascias e sembra distinguere tra Apractias e Boreas (forse come venti di "Nord-Ovest" e "Nord" rispettivamente).
Nel frammento Ventorum situs (Siti e nomi dei venti) dello Pseudo-Aristostele (spesso attribuito a Teofrasto), c'è il tentativo di spiegare l'etimologia dei venti. Dato che essi traggono spesso il loro nome da una particolare località dalla quale sembrano spirare, sono state messe insieme le numerose varianti locali dei nomi dei venti nei diversi siti del mondo ellenico.  Nella lista data nel Ventorum situs:
- Borea (N) è reso con la variante "Pagreus" a Mallo; non compare il nome Aparctias.
- Meses (NNE) è reso con la variante "Caunias" a Rodi e "Idyreus" in Panfilia;
- Cecia (NE) è chiamato "Thebanas" a Lesbo, in alcune località è anche chiamato Boreas e Caunias.
- Afeliote (E) è chiamato "Potameus" a Tripoli (Fenicia), "Syriandus" nel Golfo di Isso, "Marseus" a Tripoli (Libia), "Hellespontias" in Eubea, Creta, Proconneso, Teo e Cirene, "Berecyntias" a Sinope e "Cataporthmias" in Sicilia.
- Euro (SE) è chiamato "Scopelus" in Aigai e "Carbas" a Cirene. Si noti che alcuni lo chiamano anche "Phonecias".
- Fenicia (SSE) non è menzionato col suo vecchio nome, ma piuttosto come Orthonotos, un nuovo nome che potrebbe essere tradotto come il "vero vento del sud".[48]
- Noto (S) si dice che derivi da "insalubre" e "umido".
- Il vento prima senza nome (SSO) è resto per la prima volta col nome di Leuconotos, con la spiegazione che è un vento del sud che "sgombra il cielo",
- Libico (SO) si dice che derivi dalla Libia,
- Zefiro (O) non viene spiegato,
- Argeste (NO) è citato con una nuova variante: Iapyx (non spiegata qui, sebbene in altri scritti, il nome sia connesso a Iapige in Puglia); è anche chiamato  "Scylletinus" a Taranto e in altre zone è conosciuto come "Pharangites", dal nome del Monte Pangeo;
- Trascia (NNO – in originale "Thrakias", con diversa grafia) viene reso con la variante locale "Strymonias" (in Tracia), "Sciron" (a Megara), "Circias" (in Italia e Sicilia, che le opere più tarde collegheranno con il Maestrale) e "Olympias" (in Eubea, Lesbo) (nota: Aristotele aveva usato Olympias come variante di Argeste (NO)).

### Timostene
Il fisico grecoromano Agatemero (ca.250 d.C.), nella sua Geographia, elenca gli otto venti principali. Ma Agatemero va avanti notando che, quasi 500 anni prima, il navigatore Timostene di Rodi (ca.282 a.C.) aveva sviluppato un sistema di 12 venti, aggiungendo quattro venti agli otto consueti.  (Agatemero è, naturalmente, in errore – Aristotele elencava almeno dieci venti, non otto).
La lista di Timostene (secondo Agatemero) era Apartia (N), Borea (non Meses, NNE), Cecia (NE), Afeliote (E), Euro (SE), "Fenicia, anche chiamato Euronoto" (SSE), Noto (S), "Leuconoto ovvero Libonoto" (prima menzione, SSO), Libico (SO), Zefiro (O), Argeste (NO) e "Trascia ovvero Circio" (NNO).

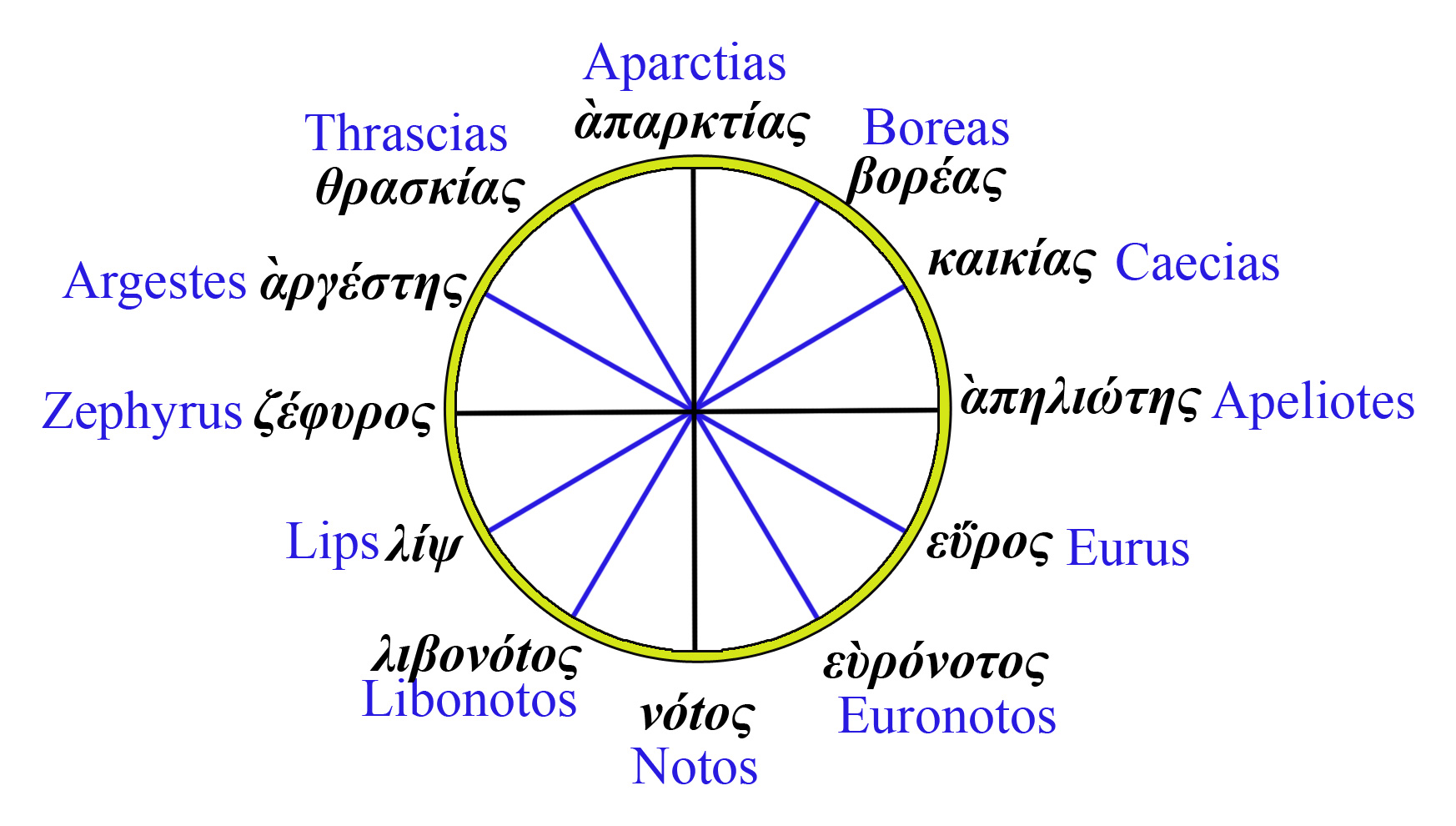
Rosa dei venti greca a 12 punte (secondo Timostene)

In molti modi, Timostene segna un passo significativo nell'evoluzione della rosa dei venti. In dipendenza dalla datazione del Ventorum Situs, a Timostene può essere riconosciuto il passaggio dalla rosa asimmetrica a dieci venti di Aristotele alla rosa simmetrica a dodici punte, grazie all'introduzione del vento di SSO (Leuconoto/Libonoto) omesso da Aristotele e Teofrasto e all'assegnazione della posizione SSE al composto "Euronoto" (già nominato da Aristotele, mentre non viene menzionato in questa posizione l'Orthonoto di Teofrasto) in luogo del vento locale Fenicia. La messa in evidenza dell'italiano "Circio" come variante maggiore di Trascia (NNO) potrebbe essere la prima indicazione del noto Maestrale, vento del Mediterraneo occidentale. Un altro grande cambiamento in Timostene è lo slittamento di Borea da N a NNE (sostituendo Meses) – che diverrà abituale negli autori successivi.
Timostene è importante anche perché è stato forse il primo greco ad andare oltre il trattamento di questi "venti" come meri fenomeni meteorologici, cominciando a vederli propriamente come punti di direzione geografica. Timostene (secondo Agatemero) assegna ognuno dei 12 venti a località geografiche e popolazioni (relativamente a Rodi):

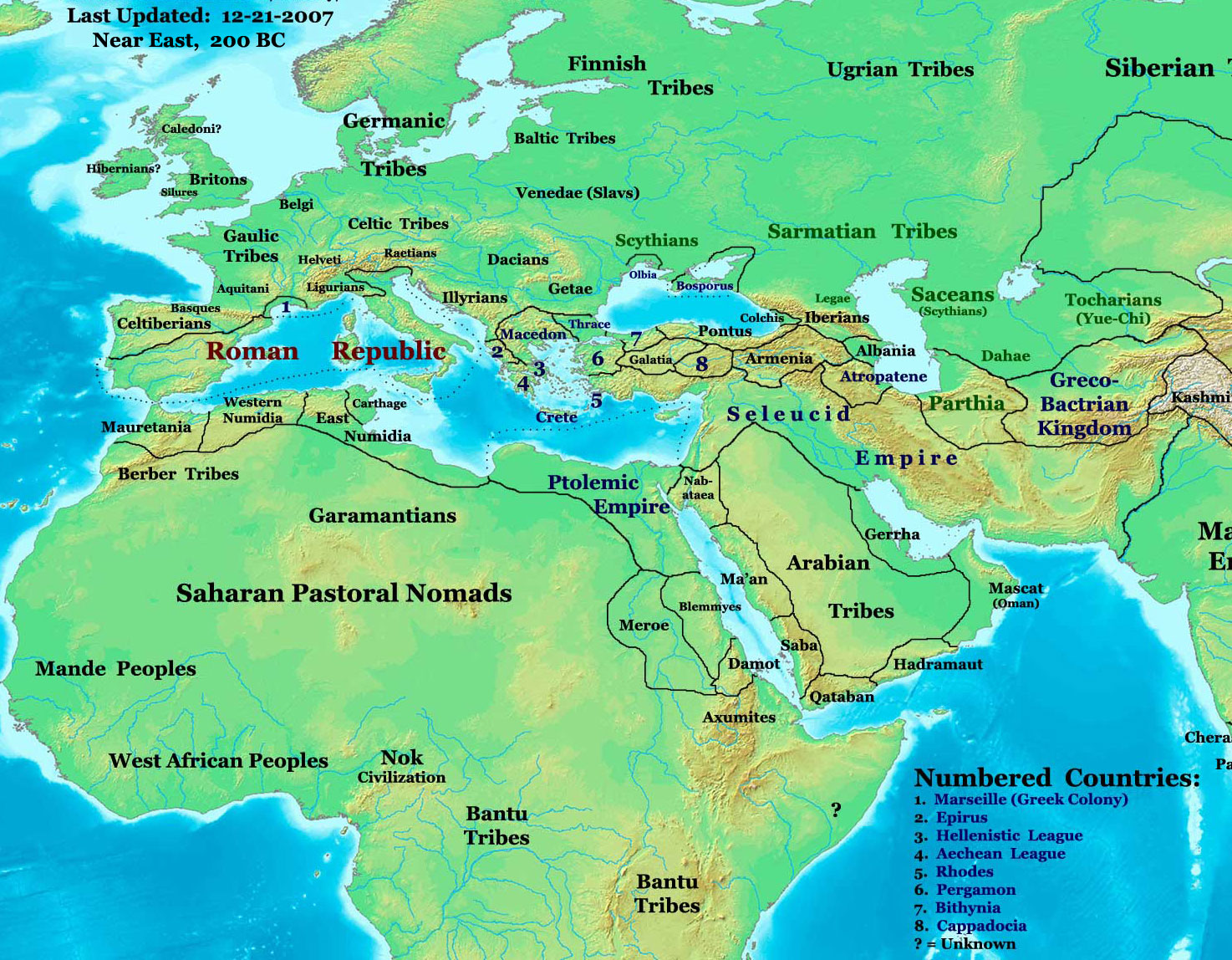
Mondo antico, ca.200 a.C.)

- Apartia (N) corrisponde agli "Sciti in Tracia",
- Borea (NNE) corrisponde al "Ponto, al Lago Meotiano ed ai Sarmati",
- Cecia (NE) corrisponde al "Mar Caspio ed ai Saci",
- Afeliote (E) corrisponde ai "Battriani",
- Euro (SE) corrisponde agli "Indiani",
- Fenicia/Euronoto (SSE) corrisponde al "Mar Rosso e all'"Etiopia" (probabilmente ad Axum),
- Noto (S) corrisponde agli "Etiopi oltre l'Egitto" (Nubia),
- Leuconoto/Libonoto (SSO) corrisponde ai "Garamanti oltre Sirte",
- Libico (SO) corrisponde agli "Etiopi dell'ovest oltre i Mauroi"[senza fonte] (Numidia, Mauri),
- Zefiro (O) corrisponde alle "Colonne d'Ercole e alla parte iniziale di Africa ed Europa",
- Argeste (NO) corrisponde all'"Iberia o Hispania".
- Trascia/Circio (NNO) corrisponde ai "Celti".

Gli studiosi moderni ritengono che Timostene, nel suo perduto Periplo, possa aver fatto ampio uso di questi venti per le direzioni di navigazione (cosa che può aiutare a spiegare la prontezza di Agatemero nell'attribuire a Timostene l'"invenzione" dei dodici venti).
(La lista geografica di Timostene più sopra è riprodotta quasi parola per parola secoli dopo, nell'VIII secolo nell'opera di Giovanni Damasceno e in un manoscritto di Praga degli inizi del Trecento.)
Nell'opera pseudoaristotelica De Mundo (normalmente attribuita ad un copista anonimo di Posidonio, probabilmente scritta tra il 50 a.C. e il 140 d.C.), i venti sono nominati praticamente nello stesso modo in cui li nomina Timostene (es. Apartia a Nord, Borea slittato a NNE, Euronoto anziché Fenicia, Circio come alternativa di Trascia).  Le differenze del De Mundo di Timostene sono che (1) introduce Libophoenix come altro nome per Libonoto (Leuconoto non menzionato); (2) due alternative ad Argeste sono menzionate – Iapyx (come nel Ventorum) ed Olympias (come in Aristotele) (Timostene non menziona varianti per questo vento), (3) come in Aristotele, il De Mundo si riferisce a venti collettivi che spirano dal nord, le Boreae.

### Eratostene e la Torre dei Venti

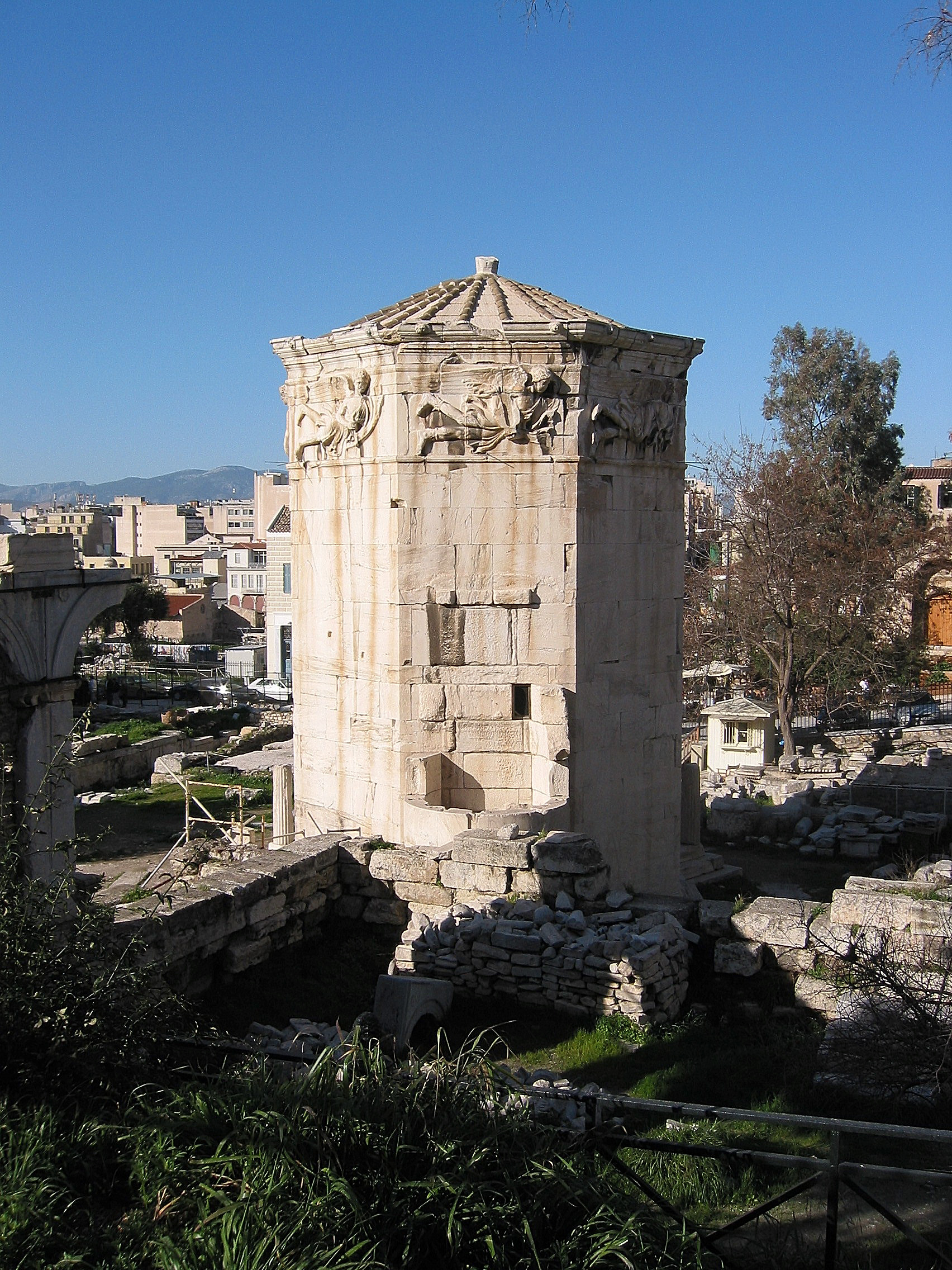
La Torre dei Venti ad Atene, Grecia.

Si dice che il geografo Eratostene di Cirene (ca.200 a.C.), comprendendo che più venti presentavano solo leggere varianti, ridusse i dodici venti agli otto principali. L'opera originale di Eratostene è andata perduta, ma la storia è riportata da Vitruvio, che prosegue dicendo che Eratostene giunse a questa conclusione nel tentativo di misurare la circonferenza della terra. Egli dedusse che c'erano in realtà solo otto settori di uguale ampiezza e che gli altri venti non erano altro che varianti di questi otto venti principali. Se ciò fosse vero, Eratostene sarebbe l'inventore della rosa dei venti ad otto punte.
Il fatto che Eratostene fosse un discepolo di Timostene e che si dice abbia attinto principalmente dalla sua opera non conta molto. Ma è interessante notare come si discostano su questo punto.  Entrambi riconoscono che la rosa a dieci venti di Aristotele non è simmetrica, ma mentre Timostene ripristina l'equilibrio aggiungendo due venti per creare una rosa a 12 venti, Eratostene elimina due venti per creare una rosa ad 8 punte.
Sembra che la riduzione di Eratostene abbia trionfato. La famosa "Torre dei Venti" di Atene mostra solo otto venti piuttosto che i dieci di Aristotele o i dodici di Timostene. Si dice che la torre sia stata costruita da Andronico di Cirro (ca. 50 a.C.) ma è comunemente datata dopo il 200 a.C. (ovvero dopo Eratostene). Gli otto venti che nomina sono: Borea (non Aparctias, N), Cecia (NE), Afeliote (E), Euro (SE), Noto (S), Libico (SO), Zefiro (O) e Scirone (NO, variante di Argeste). È notevole la ricomparsa di Borea nel settore Nord al posto di Aparctias. Le figure sulla torre sono rappresentate figurativamente come dei (Anemoi). Si crede che la torre fosse sormontata da un segnavento.

## Nel mondo romano
Il sistema greco dei venti fu adottato dai Romani, parzialmente con la nomenclatura greca, ma sempre più con l'uso di nuovi nomi di origine latina. Il poeta latino Virgilio, nelle sue Georgiche (ca.29 a.C.) si riferisce a molti venti con il loro vecchio nome greco (es. Zefiro, Euro, Borea) e introduce pochi nuovi nomi latini – soprattutto, "il nero Austro", "il freddo Aquilone" e l'"algido Cauro". Nelle Metamorfosi di Ovidio, i quattro venti sono: Euro (est), Zefiro (ovest), Borea (nord; anche chiamato Aquilone), e Austro (sud; anche chiamato Noto).

### Seneca
Lo scrittore latino Seneca, nelle sue Naturales quaestiones (ca.65 d.C.), menziona i nomi greci di alcuni dei venti maggiori e prosegue notando che lo studioso latino Varrone aveva affermato l'esistenza di dodici venti. I nomi dei dodici venti così come forniti da Seneca sono:
| Nord (N)              | Settentrione |                              |
| Nord-Nord-Est (NNE)   | Aquilone     |                              |
| Nord-Est (NE)         | Cecia        | come in greco                |
| Est (E)               | Subsolano    |                              |
| Sud-Est (SE)          | Volturno     | con la variante Euro         |
| Sud-Sud-Est (SSE)     | Euronoto     | come in Timostene            |
| Sud (S)               | Austro       | con Noto usato come variante |
| Sud-Sud-Ovest (SSO)   | Libonoto     | come in Timostene            |
| Sud-Ovest (SO)        | Africo       |                              |
| Ovest (O)             | Favonio      | con la variante Zefiro       |
| Nord-Ovest (NO)       | Coro         | con la variante Argeste      |
| Nord-Nord-Ovest (NNO) | Trascia      | come in greco                |

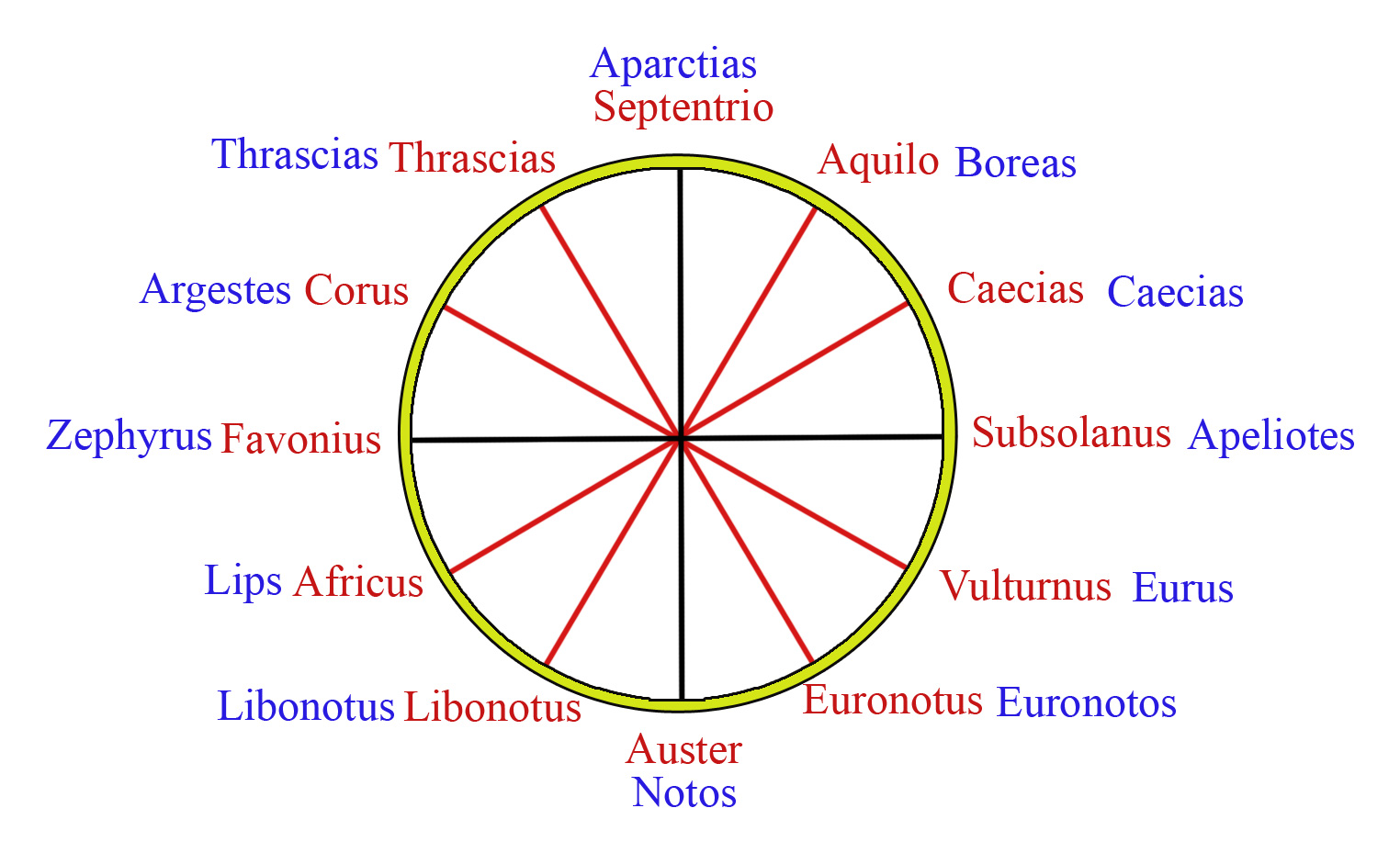
Rosa dei venti latina a 12 punte (secondo Seneca)

(per la derivazione delle etimologie latine si veda la sezione a proposito di Isidoro di Siviglia più avanti).
Stranamente, Seneca afferma che le linee dei meridiani partono dall'Euronoto (SSO), non dall'Austro (S), e che il "più alto" punto nel nord è Aquilone (NNE), non Settentrione (N). Ciò potrebbe implicare una coscienza della declinazione magnetica, la differenza tra il nord magnetico (il nord della bussola, in questo caso Aquilone) e il vero nord (la Stella polare, Settentrione).

### Plinio
Dopo aver osservato che dodici venti sono un'esagerazione, Plinio il Vecchio prosegue nella sua Naturalis historia (ca.77 d.C.) dicendo che i "moderni" li hanno ridotti ad otto. Li elenca come Settentrione (N), Aquilone (NNE), Subsolano (E), Volturno (SE), Austro (S), Africo (SO), Favonio (O) e Coro (NO).
È da notare che in questo ottetto non compare Cecia (NE). Al suo posto Plinio usa Aquilone (NNE). Sembra che Plinio sia cosciente che l'Aquilone sia un mezzovento, perché afferma che si trova "tra Settentrione e il punto di levata del sole in estate" (sebbene in un capitolo successivo lo posizioni proprio nel punto di levata del sole in estate.  Se si accetta la prima versione, la rosa dei venti di Plinio è asimmetrica.  Plinio va avanti specificando che l'Aquilone è anche "chiamato Apartia e Borea" (l'identificazione di Borea col NNE si trova già in Timostene, ma lo spostamento di Apartia dal N è nuova).
Quando discute i mezziventi, Plinio reintroduce Cecia specificando che giace "tra Aquilone e Subsolano", ripristinando perciò la sua posizione a NE. È evidente che Plinio avesse letto Aristotele, perché tenta di inserire Mese, a lungo ignorato, "tra Borea (= Aquilone) e Cecia", posizionandolo perciò in una posizione che (nella moderna rosa dei venti a 32 punte) sarebbe chiamata "quarto Greco verso Tramontana". Confondendo le cose, in un capitolo successivo, Plinio dice che l'Aquilone, in estate, si trasforma nei venti etesii, i venti periodici che erano già stati nominati da Aristotele. Plinio menziona anche, per gli altri mezziventi, Fenicia (per SSE, e non Euronoto), Libonoto (SSO) e Trascia (NNO).
Sembra che Plinio avesse precedentemente letto Aristotele e che abbia cercato di resuscitare alcuni dei nomi aristotelici ormai abbandonati (Borea/Apartia, Mese, venti etesii, Fenicia, menziona persino Olimpia e Scirone come venti greci locali), sebbene appaia piuttosto goffo il tentativo di inserirli nello schema contemporaneo a 12 venti.

### Aulo Gellio
Aulo Gellio, scrittore e giurista romano, ci tramanda un'altra versione romana della rosa dei venti, composta da 8 venti principali, cui lo scrittore aggiunge, senza nominarli, altri quattro venti. Oltre a questi, Aulo disserta sui nomi attribuiti ai venti da altre popolazioni, come ad esempio dai Galli o dagli Iapigi.
- N – Settentrione - Septentrio (Latino), Aparctias (Greco)
- NE – Aquilone  - Aquilo (Latino), Boreas (Greco)
- E – Euro - Eurus (Latino), Apeliotes (Greco)
- SE – Volturno - Vulturnus (Latino), Euronotus (Greco)
- S – Austro - Auster (Latino), Notos (Greco)
- NO – Cauro - Caurus (Latino), Argestes (Greco)
- O – Favonio - Favonius (Latino), Zephyrus (Greco)
- SO – Africo - Africus (Latino), Lips (Greco)